# 石楠生附丝壳
石楠生附丝壳（学名：Appendiculella photiniicola）是属于小煤炱目小煤炱科附丝壳属的一种真菌，寄生在石楠属植物上。该种分布于中国。